# Between Us
Between Us è la prima raccolta del girl group britannico Little Mix, pubblicata il 12 novembre 2021. Durante l'arco di tempo sono state pubblicate varie edizioni contenenti tracce diverse, ogni membro aveva la propria edizione su formato lp e su ciascuna edizione avevano messo delle canzoni che preferivano. Dopo aver pubblicato i singoli "Love (Sweet Love)", "No" poi come singoli promozionali "No (Galantis Remix)" e "Between Us" e con il video dell'ultima traccia nominata hanno fatto intendere che si prendevano un periodo di pausa che appunto poco dopo hanno annunciato con un post e come slogan 2011-Always.

## Tracce
1. Wings – 3:39
2. DNA – 3:56
3. Move – 3:44
4. Salute – 3:56
5. Black Magic – 3:31
6. Secret Love Song, Pt. II – 4:26
7. Hair (feat. Sean Paul) – 3:53
8. Shout Out to My Ex – 4:06
9. Touch – 3:33
10. No More Sad Songs (feat. Machine Gun Kelly) – 3:45
11. Power (feat. Stormzy) – 4:02
12. Reggaetón lento (Remix) (con i CNCO) – 3:08
13. Woman like Me (feat. Nicki Minaj) – 3:48
14. Break Up Song – 3:20
15. Sweet Melody – 3:33
16. Confetti (feat. Saweetie) – 3:05
17. Heartbreak Anthem (con i Galantis e David Guetta) – 3:03
18. Kiss My (Uh-Oh) (con Anne-Marie) – 2:57
19. No – 3:03
20. Between Us – 3:53
21. Love (Sweet Love) – 3:40
22. Cut You Off – 2:53
23. Trash – 2:53

## Classifiche

### Classifiche settimanali
| Classifica (2021-22) | Posizione massima |
| -------------------- | ----------------- |
| Australia            | 8                 |
| Austria              | 36                |
| Belgio (Fiandre)     | 11                |
| Belgio (Vallonia)    | 25                |
| Canada               | 53                |
| Croazia              | 34                |
| Francia              | 47                |
| Germania             | 21                |
| Irlanda              | 2                 |
| Italia               | 31                |
| Lituania             | 94                |
| Nuova Zelanda        | 16                |
| Paesi Bassi          | 9                 |
| Polonia              | 32                |
| Portogallo           | 3                 |
| Regno Unito          | 3                 |
| Repubblica Ceca      | 54                |
| Slovacchia           | 73                |
| Spagna               | 7                 |
| Stati Uniti          | 182               |
| Svizzera             | 43                |

### Classifiche di fine anno
| Classifica (2021) | Posizione |
| ----------------- | --------- |
| Regno Unito       | 58        |
| Classifica (2022) | Posizione |
| Australia         | 68        |
| Nuova Zelanda     | 34        |
| Regno Unito       | 9         |